# Paulin Makaya
Pour les articles homonymes, voir Makaya.
Paulin Makaya est un homme politique congolo-britannique né en 1966 à Brazzaville. Ancien collaborateur de Bernard Kolélas, il est le président-fondateur du parti d'opposition « Unis pour le Congo » (UPC).
Parti en exil à la suite de la guerre civile de 1997, il revient au Congo en 2014. Opposé au référendum constitutionnel de 2015, il est arrêté pour avoir organisé une manifestation non-déclarée, et est condamné à 2 ans de prison ferme en 2016 pour « incitation aux troubles à l'ordre public ». Soupçonné plus tard de « complicité d'évasion », son emprisonnement est rallongé de plusieurs mois, ce qui pousse Amnesty International à prendre sa défense et à le considérer comme un « prisonnier d'opinion ». Il est finalement libéré en septembre 2018, après 3 ans d'emprisonnement.

## Biographie

### Jeunesse et débuts en politique
Né à Brazzaville en 1966, Paulin Makaya est diplômé de l'Université de Brazzaville (sociologie politique) ainsi que de l'Université de Westminster (communication et management).
En 1991, il devient un proche collaborateur de l'opposant Bernard Kolélas, président du Mouvement congolais pour la démocratie et le développement intégral (MCDDI). Au sein du MCDDI, Paulin Makaya intègre le bureau exécutif du parti en tant que secrétaire national chargé de la culture, de la paix et de l'unité nationale. Il participe notamment à pacifier le pays lors des troubles ayant suivi l'élection présidentielle de 1992 (que Bernard Kolélas, candidat arrivé au second tour, perd face à Pascal Lissouba).

### Exil
À l'issue de la guerre civile de 1997, il suit Bernard Kolélas en exil. Il part tout d'abord à Kinshasa (RDC), puis va au Gabon, au Bénin, au Mali et en Côte d'Ivoire, avant de s'installer au Royaume-Uni en 2002. Depuis Londres, il dirige plusieurs sociétés et tente de fédérer des membres de la diaspora congolaise autour de sa personne dans un but politique.
En 2007, Paulin Makaya prend ses distances avec Bernard Kolélas lorsque ce dernier, de retour au Congo par amnistie présidentielle, se rapproche du Président Denis Sassou-Nguesso et de son parti, le PCT.
En 2011, il crée son propre parti politique, intitulé « Unis pour le Congo » (UPC), composé de cadres et d'intellectuels de la diaspora congolaise. Une base militante se développe également à l'intérieur du Congo, mais la direction du parti est dispersée entre plusieurs pays (Royaume-Uni, France, Benelux, Afrique de l'Ouest, Canada, etc.).

### Retour au Congo et emprisonnement
Paulin Makaya rentre au Congo le 30 juillet 2014 après 17 ans d'exil. Il souhaite alors participer à la présidentielle de 2016 afin de « tenir front pacifiquement au régime de Brazzaville et prendre le pouvoir par des moyens légaux » selon son porte-parole.
En octobre 2015, opposé au référendum constitutionnel initié par le gouvernement (qui permettrait à Denis Sassou-Nguesso de briguer un 3e mandat consécutif), il organise une manifestation pacifique non-déclarée, qui tourne à l'affrontement avec les forces de l'ordre. Le 23 novembre 2015, il est inculpé pour « incitation aux troubles à l'ordre public », « complicité d'incendie volontaire » et « détention illégale d'armes et de munitions de guerre » en lien avec cette manifestation. En décembre, la Fédération internationale des ligues des droits de l'homme (FIDH) dénonce cette arrestation et fait part de ses « vives inquiétudes » face aux arrestations en série d'autres opposants au référendum. En février 2016, Amnesty International appelle à la libération de Paulin Makaya, ainsi qu'à l'abandon de toutes les charges retenues contre lui, considérant qu'il ne faisait qu'exercer son droit à la liberté d'expression. Il reste cependant incarcéré durant 6 mois sans jugement, avant de passer le 30 mai 2016 devant un juge d'instruction, qui le renvoie devant le tribunal correctionnel, ne retenant cependant que le chef d'inculpation d'« incitation aux troubles à l'ordre public ». Le 25 juillet 2016, il est condamné à 2 ans de prison ferme et à une amende de 2,5 millions de francs CFA (environ 3 000 €). Son avocat, Me Ibouanga, dénonce une condamnation illégale et fait appel. Le 21 mars 2017, la cour d'appel confirme le jugement en première instance de 2 ans de prison ferme.
Ayant purgé sa peine, Paulin Makaya est libérable dès décembre 2017, mais est maintenu en détention durant 9 mois supplémentaires, ayant été inculpé en janvier 2017 pour « complicité d'évasion » à la suite d'une fusillade ayant eu lieu en décembre 2016 à la maison d'arrêt de Brazzaville,. Amnesty International dénonce des accusations infondées et appelle à sa libération, considérant que « Paulin Makaya est un prisonnier d'opinion à qui les autorités congolaises font encore payer le prix fort de l'engagement politique et de l'exercice du droit à la liberté d’expression ». Le 13 septembre 2018, il est condamné à un an de prison pour ces faits, mais est finalement libéré 4 jours plus tard, le 17 septembre, sa peine ayant été considérée comme purgée après 3 ans d'emprisonnement,.

### Opposition
Le 12 octobre 2018, quelques semaines après sa libération, les autorités congolaises l'empêchent de quitter le territoire pour se rendre à Paris (France), Paulin Makaya ayant présenté un passeport britannique et non congolais. Ce dernier dénonce alors « une volonté manifeste de nuire » de la part des autorités.
En janvier 2019, lors de sa première prise de parole publique à l'occasion des vœux à la presse, Paulin Makaya appelle le gouvernement à organiser une concertation nationale afin de sortir le Congo de la crise, et exige la libération d'autres opposants incarcérés, tels Jean-Marie Mokoko et André Okombi Salissa. En octobre 2020, son parti l'UPC est exclu de la liste officielle des partis agréés par le gouvernement, car non-représenté sur tout le territoire national, décision que Paulin Makaya conteste.
Ayant exprimé des ambitions pour la présidentielle de 2021, il renonce finalement à se présenter, dénonçant une « mascarade d’élection ».
Le 11 décembre 2021, alors qu'il est malade et souhaite se faire soigner à Londres (Royaume-Uni), il est à nouveau empêché de sortir du Congo par les autorités et voit son passeport confisqué. Cette décision est critiquée par sa famille, notamment son fils Russel Makaya, et par Amnesty International,. Il sera finalement autorisé à quitter le territoire le 21 décembre.

## Vie personnelle
Paulin Makaya a la double nationalité congolaise et britannique.
Il est l'époux de Christine Makaya, qui réside à Londres (Royaume-Uni),, et le père de Russel Makaya.